# Карапакс

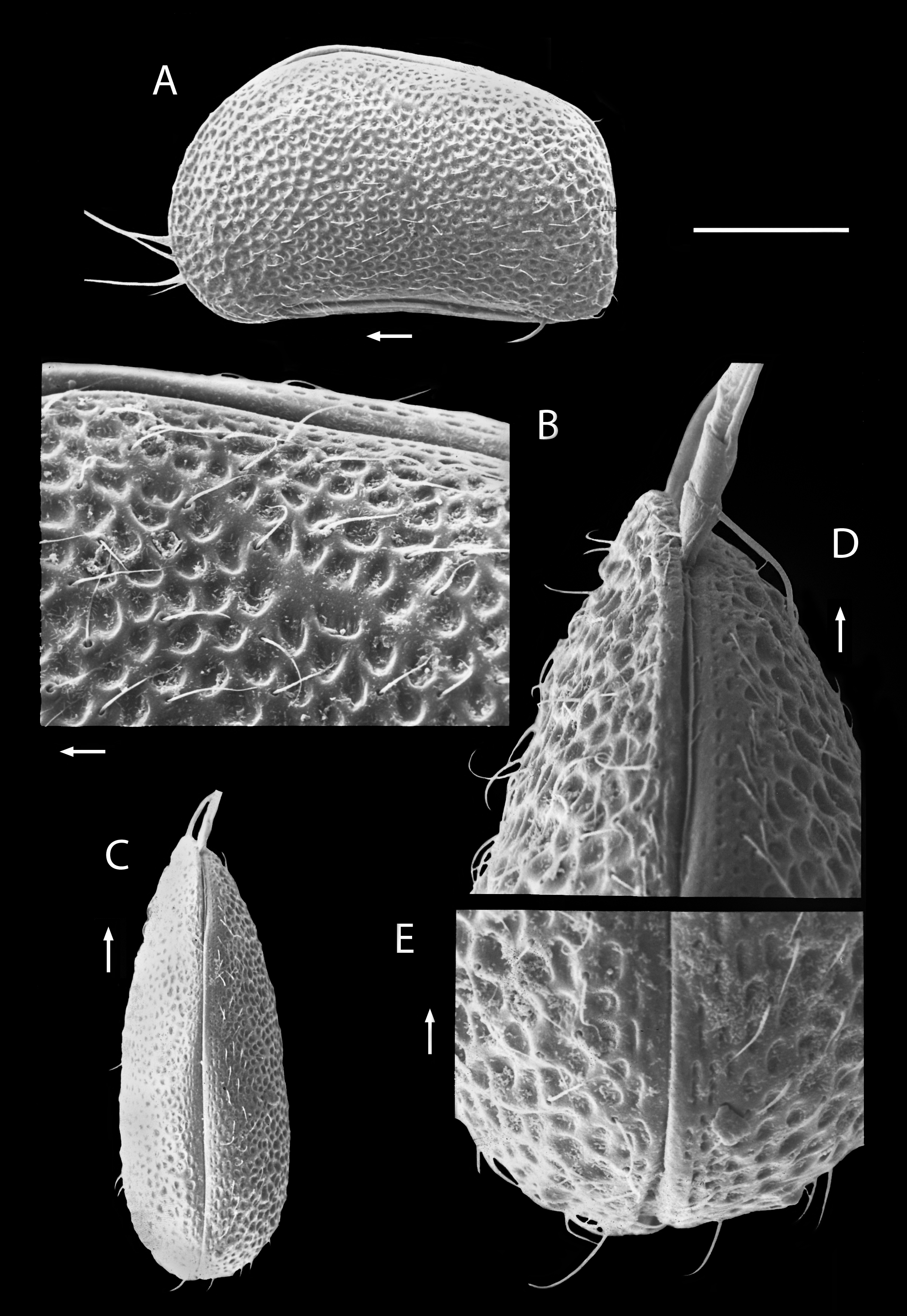
Панцир черепашкових (Potamocypris humilis) під електронним мікроскопом.

Карапа́кс (лат. carapax) — спинна (верхня) частина екзоскелета або раковини у низки груп тварин, зокрема членистоногих, як-от ракоподібні і павукоподібні, а також хребетних — як черепахи та деякі риби (Lactophrys bicaudalis). У черепах нижня частина екзоскелета називається пластрон.

## Призначення
- Захисне призначення. Панцир черепахи кістлявий і дуже міцний.
- Детоксикаційне завдання.[1] Подібно до того, як хребетні тварини (зокрема ссавці) зберігають частину токсичних металів, які вони споживають, у власному скелеті (близько 80 % свинцю в усьому тілі людини та навіть більше у маленьких дітей), у ракоподібних, котрі мають міцний зовнішній скелет (наприклад, у омара (Homarus) або краба-скрипаля (Uca pugilator), втрата кожного екзувія дозволяє тварині позбутися отруйних металів, які вона зберігала там (зокрема, свинцю) протягом своєї попередньої фази росту. Отож, було доведено що краб-скрипаль, який живе на забрудненому узбережжі Нью-Джерсі, позбавляється в середньому 12 % міді (Cu), 76 % свинцю (Pb) і 22 % цинку (Zn), які біо-накопичилися в його організмі, тоді як краб того самого виду, що живе в незабрудненому середовищі, позбавляється від 3 %, 56 % і 8 % свого навантаження Cu, Pb і Zn, відповідно.

Деякі забруднювачі погано впливають на цей процес, що може позначитися на харчовому ланцюжку. Наприклад, подовжуючи тривалість часу між линяннями, метопрен (сполука, яка використовується як пестицид) уповільнює процес детоксикації під час линяння. Водночас, тоді як люди зазвичай, не їдять панцирів ракоподібних, то хижаки що полюють на цих самих ракоподібних, поглинають здобич цілком; тож вони могли з'їдати здобич, завантажену більш токсичними металами, коли вони піддавалися впливу метопрену (або речовини, яка мала б таку ж дію).

## Галерея
- Креветка. Карапакс виділений червоним

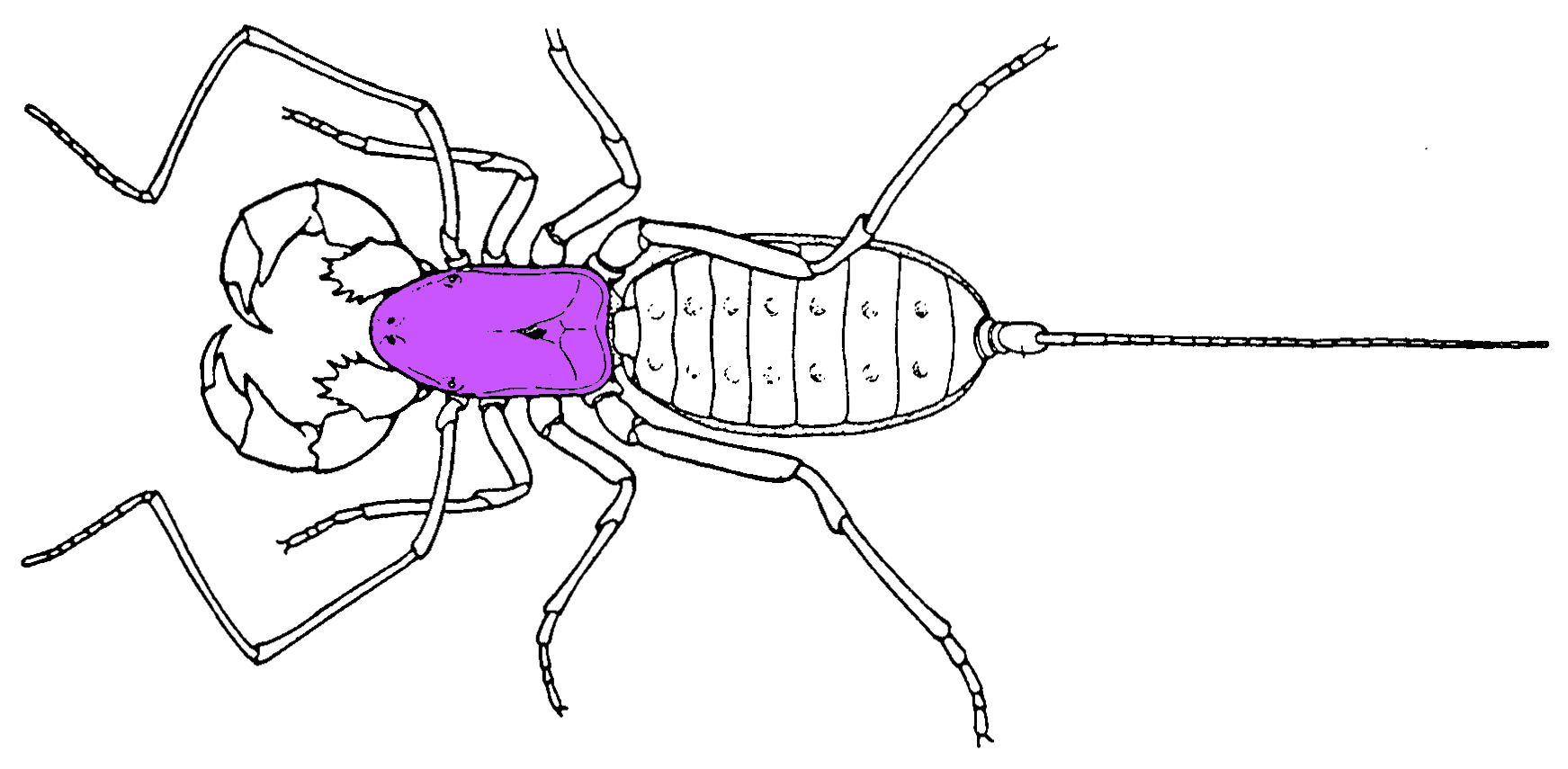
Теліфон (павукоподібні). Карапакс виділений фіолетовим
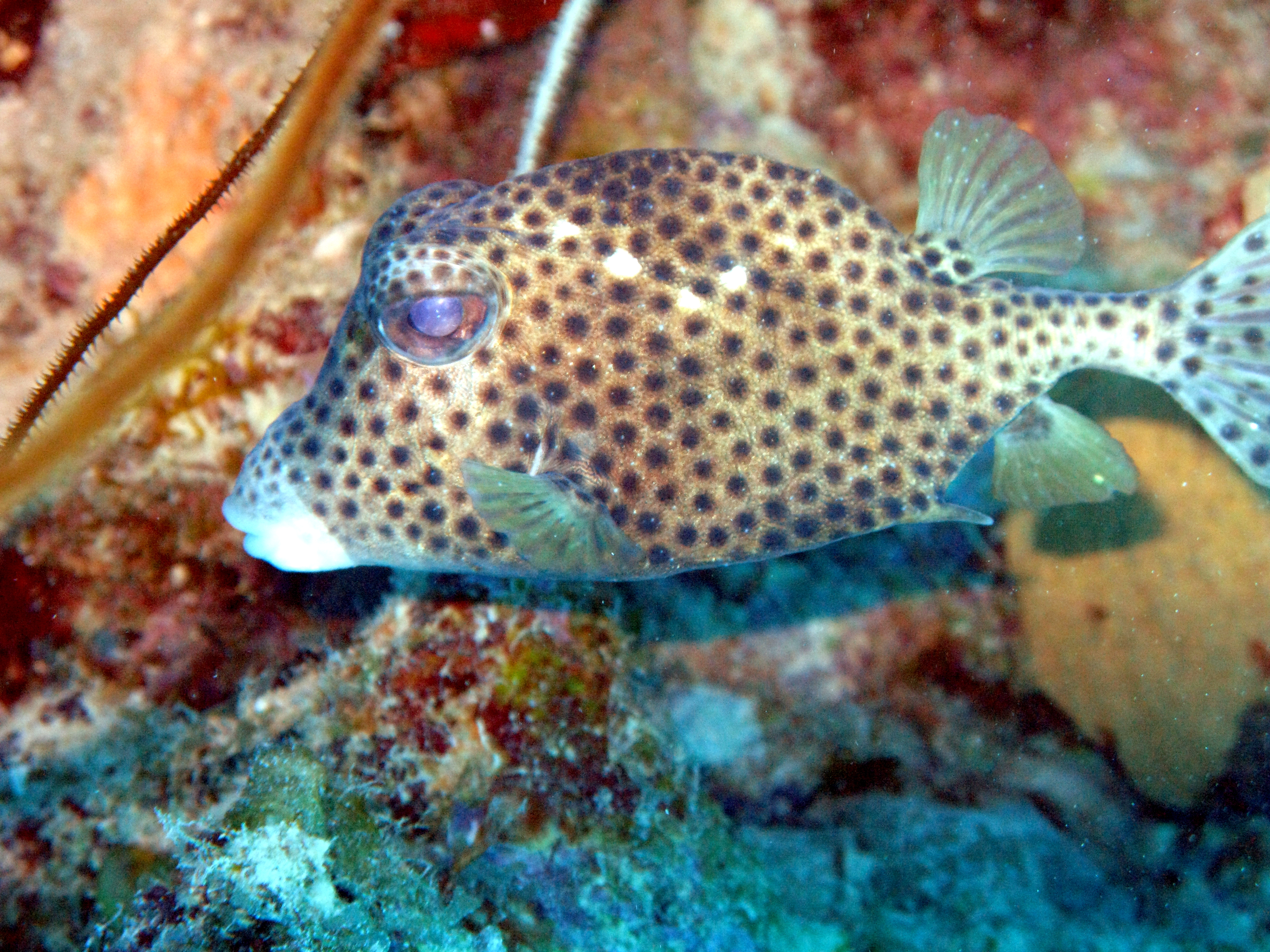
Lactophrys bicaudalis